# Ley de Seguridad Nacional (Corea del Sur)
La Ley de Seguridad Nacional es una ley de Corea del Sur que se aplica desde 1948 con el propósito declarado de "garantizar la seguridad del Estado y la subsistencia y libertad de los nacionales, mediante la regulación de cualquier actividad anticipada que comprometa la seguridad del Estado".  Sin embargo, la ley ahora tiene un artículo recientemente insertado que limita su aplicación arbitraria. "En la construcción y aplicación de esta Ley, se limitará a un mínimo de construcción y aplicación para lograr el propósito antes mencionado, y no se le permitirá interpretar extensamente esta Ley, ni restringir irrazonablemente los derechos humanos fundamentales de los ciudadanos garantizados por la Constitución." 
En 2004, los legisladores del entonces mayoritario Partido Uri hicieron un gesto para anular la ley, pero fracasaron de frente debido a la oposición del Gran Partido Nacional . Algunos resultados de encuestas en 2004-2005 del cartel de los medios informalmente apodado Chojoongdong muestran que más de la mitad del pueblo coreano está en contra de la abolición de la ley y, por lo tanto, la disputa continúa.
La constitución de Corea del Sur garantiza la libertad de expresión, prensa, petición y reunión de sus ciudadanos. Sin embargo, los comportamientos o discursos a favor del régimen norcoreano o del comunismo pueden ser castigados por la Ley de Seguridad Nacional, aunque en los últimos años los enjuiciamientos bajo esta ley han sido raros.

## Propósito
La ley de "organizaciones antigubernamentales" tiene como objetivo reprimir que tengan el carácter de "una organización o grupo nacional o extranjero que utilice de manera fraudulenta el título del gobierno o tenga como objetivo una rebelión contra el Estado, y que cuente con un sistema de mando y liderazgo."
En otras palabras, la ley ilegalizó el comunismo . Con ese fin, todo lo siguiente fue ilegalizado: El reconocimiento de Corea del Norte como entidad política; organizaciones que abogan por el derrocamiento del gobierno; la impresión, distribución y propiedad de material "antigubernamental"; y cualquier incumplimiento de reportar tales violaciones por parte de otros. La ley fue creada por el gobierno de la Primera República de Syngman Rhee y se basó en la ley policial japonesa de la época colonial. Ha sido reformado y reforzado en las últimas décadas, fusionándose con él la Ley Anticomunista durante los años ochenta.
Según algunos analistas, la Ley de Seguridad Nacional puede verse como un producto de la Guerra Fría y la división nacional de Corea. Después de la Segunda Guerra Mundial , la política coreana se polarizó entre izquierda y derecha por la Guerra Fría, lo que obligó a los coreanos a adoptar la ideología de ser de izquierda o derecha. Esto creó "una nación-dos estados" en la península de Corea. La tensión resultante culminó en la guerra de Corea entre 1950 y 1953.
Esta ley ha sido reconocida por algunos políticos, académicos y activistas como un símbolo del anticomunismo de la Primera República dictatorial de Corea del Sur y una posible restricción a la libertad de expresión ya que la ley no solo regula las actividades que amenazan directamente la seguridad del Estado. pero también castiga a quienes elogian o incitan a un grupo anti estatal. De hecho, según un informe elaborado por Amnistía Internacional , la cláusula de la Ley de Seguridad Nacional más utilizada es:
"Toda persona que elogie, incite o difunda las actividades de una organización antigubernamental, de un miembro de la misma o de la persona que haya recibido una orden de ella, o que actúe en concierto con ella, o propague o instigue una rebelión contra el Estado, con el con conocimiento de que puede poner en peligro la existencia y seguridad del Estado o el orden fundamental democrático, será reprimido con pena privativa de la libertad de hasta siete años"

## Militar
Durante el gobierno de Lee Myung-bak, algunos oficiales militares surcoreanos fueron arrestados por presuntas actividades pro-norcoreanas o pro-marxistas-leninistas.

## Crítica
La Asociación de Periodistas de Corea hizo una declaración oficial en 2007 de que la Ley de Seguridad Nacional redujo el estatus de Corea del Sur a "un país del tercer mundo" debido a su violación de los derechos humanos.  Rhyu Si-min del Partido de Participación Popular fue entrevistado por la radio Pyeonghwa Bangsong y criticó la existencia de la LSN como "una herramienta política de 60 años" de opresión pública.  Louisa Lim, de la NPR estadounidense, también criticó el aumento del uso de la LSN bajo el gobierno de Lee Myung-bak. Una de las 33 víctimas del incidente de Osonghoe, Chae Gyu-gu, dijo que "la Ley de Seguridad Nacional debe desaparecer" para evitar que ciudadanos surcoreanos inocentes sean acusados falsamente.